# Anna Bro
Anna Clemensen Bro (født 15. februar 1980) er en prisvindende dansk dramatiker. 

## Uddannelse og karriere
Hun er uddannet fra Aarhus Teaters dramatikeruddannelse i 2004. Som led i uddannelsen fik hun opført enakteren Jægergårdsgade på Det Kongelige Teater i efteråret 2003. Gennembruddet kom i 2005 med den Reumert-belønnede forestilling Forstad (skrevet sammen med Martin Lyngbo), som blev opført på Mungo Park, samme år som forestillingen Love blev opført på Aveny-T.
Siden har Anna Bro skrevet for Kaleidoskop og Det Kongelige Teater og vendte i 2006 tilbage til Mungo Park med forestillingen Sandholm, som i 2007 blev præmieret af Statens Kunstfond. Hun har skrevet libretto til operaen Momo på Det Kongelige Teaters opera 2017. Hun har været episodeforfatter på Serien Carmen Curlers, DR.
Anna Bro arbejder ofte på basis af omfattende research. Hun er en af de centrale personligheder i moderne dansk dramatik og tilhører en generation, der også omfatter Christian Lollike.[kilde mangler]

## Privat
Anna er datter af skuespillerne Hans Henrik Clemensen og Vigga Bro.
Anna Bro danner par med Pilou Asbæk. Parret mødte hinanden på Teaterskolen og har været sammen siden 2008. De har datteren Agnes Bro Asbæk, født 31. december 2012.